# Jan van Nieuwenhove zoon van Nicolaas
Jan Van Nieuwenhove (Brugge, 1449 – na mei 1510), zoon van Nicolaas, was burgemeester van Brugge. Hij behoorde tot de notabele en adellijke familie Van Nieuwenhove binnen deze stad en het Brugse Vrije.

## Levensloop
Hij was een zoon van Nicolaas van Nieuwenhove en Agnes Metteneye. Hij trouwde met Maria Hegels.
In juli 1477 trok hij mee met een legertje van 800 strijders uit Brugge naar Sint-Omaars om er te vechten tegen de Fransen. Het jaar daarop viel het Franse leger Ieper binnen en begon er te plunderen. Jan van Nieuwenhove was een van de aanvoerders van het Brugse leger dat Ieper ging ontzetten. In juni 1479 trok hij mee met Maximiliaan van Oostenrijk en nam deel aan de Slag bij Guinegate (7 augustus 1479). 
Samen met 16 andere strijders werd hij de dag nadien door Maximiliaan geridderd. Teneinde zijn adellijke stand hoog te houden kocht hij de heerlijkheden Nieuwenhove en Nieuwburch in Oostkamp, de heerlijkheid Koekelare en het leen Moerseke. 
Hij volbracht een curriculum binnen het Brugse stadsbestuur:
- tweede thesaurier (1474) en eerste thesaurier (1504)
- hoofdman Sint-Donaassestendeel (1475, 1494, 1497, 1506)
- eerste schepen (1482, 1496)
- burgemeester van de raadsleden (1478)
- burgemeester van de schepenen (1482, 1488, 1493, 1496, 1503).

In maart 1482 stierf Maria van Bourgondië en trad een zeer onrustige tijd in. In april werd een nieuw stadsbestuur aangesteld, met Jan van Nieuwenhove als burgemeester van de schepenen, en dit tot aan de jaarlijkse hernieuwing van september. Toen werd hij eerste schepen. Van september 1483 tot maart 1485 was hij schout van Brugge.
Op 18 januari 1486 werd hij als aanhanger van Maximiliaan van Oostenrijk uit de stad verbannen, gelukkig voor hem, want zo onderging hij niet het lot van zijn naamgenoot, Jan van Nieuwenhove zoon van Michiel, die werd terechtgesteld. Na de gevangenneming van Maximiliaan van Oostenrijk (5 februari tot 16 mei 1488) en zijn uiteindelijke vrijlating, waren de kansen gekeerd, kon hij terugkeren en werd hij zelfs opnieuw burgemeester van de schepenen. In 1489 was hij een van de afgevaardigden van de aartshertog om in Montils-les-Tours de wapenstilstand tussen Maximiliaan en de Franse koning te ondertekenen. De ongeregeldheden en oproerige perioden hielden aan en in 1490 verliet Van Nieuwenhove opnieuw, zoals vele andere gezagdragers de revolutionaire stad om pas later terug te keren. 
Van Nieuwenhove woonde in het huis Casselberg in de Hoogstraat. Hij verhuurde het terwijl hij zich in ballingschap bevond. Een onachtzaamheid van een dienstknecht van de huurder veroorzaakte op 13 april 1487 een hevige brand.
Op 28 april 1479 nam hij deel aan het jaarlijks toernooi van het Gezelschap van de Witte Beer. 
Hij mag niet worden verward met zijn neef, Jan van Nieuwenhove zoon van Michiel, die in 1488 werd terechtgesteld. Ook niet te verwarren met zijn eigen zoon, met dezelfde voornaam.

## Bron
- Stadsarchief Brugge, Lijst van de Wetsvernieuwingen van 1358 tot 1794.

## Voetnota
1. ↑  Sommige van de functies, in het begin van de zestiende eeuw, kunnen eventueel uitgeoefend zijn door zijn zoon, die eveneens Jan heette.